# احمد آغ‌دامسکی
احمد آغدامسکی (به ترکی آذربایجانی: Əhməd Ağdamski) با نام تولد احمد بشیراوغلی بدلبیلی (به ترکی آذربایجانی: Əhməd Bəşir oğlu Bədəlbəyli) (۵ ژانویه ۱۸۸۴، شوشی - ۱ آوریل ۱۹۵۴، آق‌داش) خواننده و بازیگر آذربایجانی بود.
احمد آقدامسکی، نخستین استاد هابیل علی‌اُف بود.

## اُپرا
وی به دلیل ایفای نقش زنان در اپراهای اولیه آذربایجان مشهور است.
وی نقش لیلی را در اپرای لیلی و مجنون اوزیر حاجی‌بیف و همچنین نقش گلچهره را در فیلم آرشین مال آلان (۱۹۱۷) اجرا کرده‌است.